# Alexis Carrel
Alexis Carrel, född 28 juni 1873 i Sainte-Foy-lès-Lyon, död 5 november 1944 i Paris, var en fransk läkare. År 1912 erhöll han Nobelpriset i fysiologi eller medicin.
Carrel utbildade sig i Frankrike till läkare och blev 1900 medicine doktor. Han ägande sig därefter åt experimentell kirurgi och publicerade 1902 i tidskriften Lyon médical sina lyckade försök att sy ihop blodkärl och att ta ut och överflytta hela organ som sköldkörtel och njure till annat ställe i organismen hos samma eller annat djur. 1904 anställdes Carrel vid universitetet i Chicago och 1906 vid Rockefeller Institute, där han 1909 blev professor. Carrel fortsatte här sina experimentella undersökningar och visade, att man kunde ersätta skadade artärstycken med vener, transplantera både njure, mjälte, sköldkörtel, till och med hela extremiteter med bibehållen funktion hos organen.